# 慕尼黑机场访客公园站
慕尼黑机场访客公园站（德語：S-Bahnhof Flughafen Besucherpark）是一座慕尼黑快铁1号线和8号线位于慕尼黑机场访客公园畔的一座车站，从此站下车可抵达访客公园，此访客公园全年无休对公众开放。